# جمعية مرشدات أذربيجان
جمعية مرشدات أذربيجان هي المنظمة التوجيهية الوطنية في أذربيجان، مع الوضع الحالية الجمعية «تعمل من أجل الانضمام إلى الجمعية العالمية للمرشدات وفتيات الكشافة». كل من المرشدات وجمعية كشافة أذربيجان أعضاء في الجمعية الوطنية لمنظمات الشباب التابعة لجمهورية أذربيجان (بالإنجليزية:National Assembly of Youth Organizations of the Republic of Azerbaijan).